# 印第安纳领地
印第安纳领地（英語：Indiana Territory），美国历史上的一个合并建制领土，存续时间为1800年7月4日至1816年11月7日。1816年11月7日，该领地南部加入联邦，成为印第安纳州。
1800年5月7日，根据总统约翰·亚当斯签署的国会法案，印第安纳领地创设，该法案于7月4日正式生效。印第安纳领地析置自西北领地。
1805年6月，析出密歇根领地。1809年3月，析出伊利诺伊领地。
印第安纳领地初始面积达672,940平方公里，之后经过两次析出新领地后，面积逐渐变小。